# Ghafurow-Museum

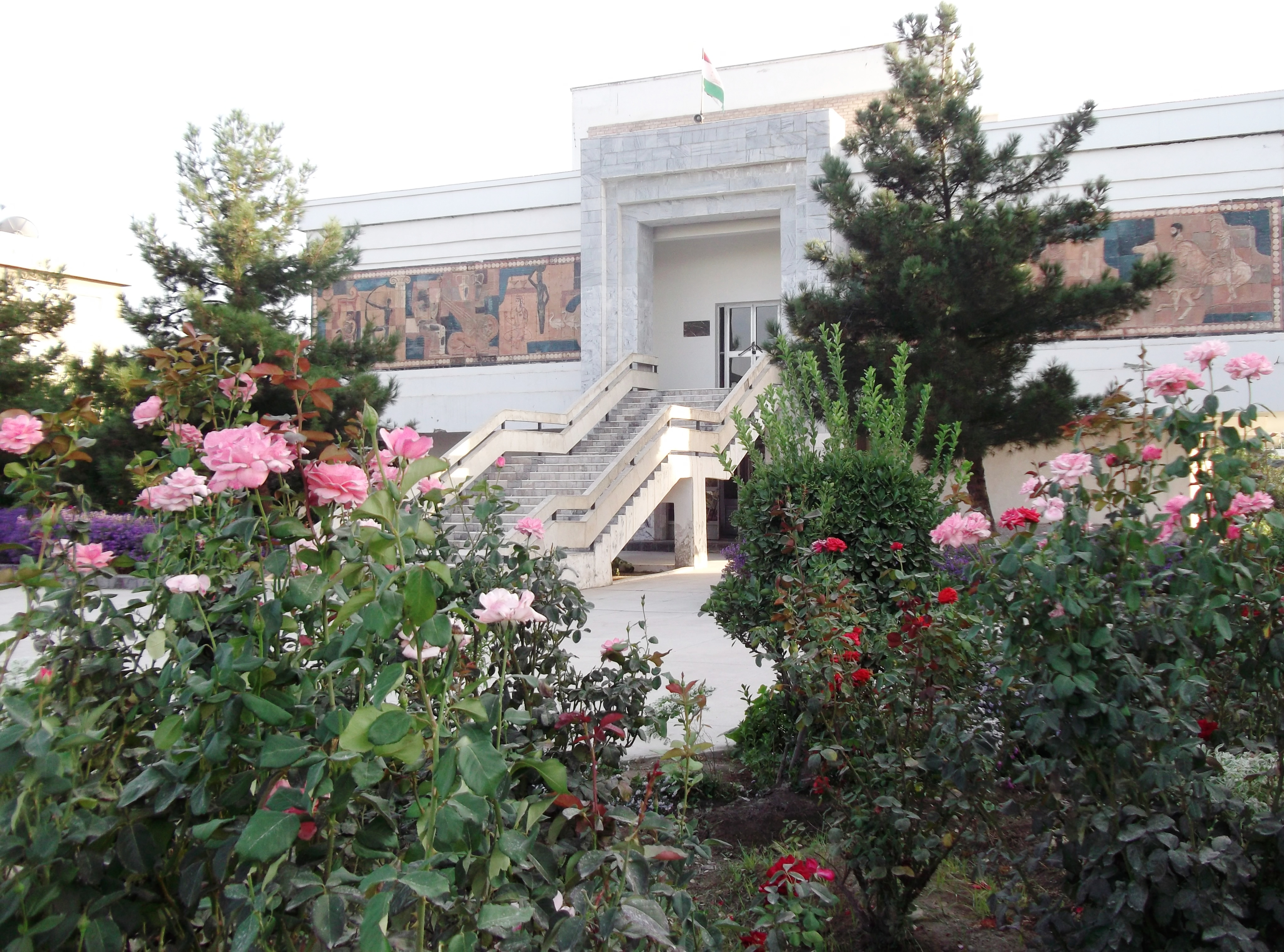
Das Ghafurow-Museum

Das Ghafurow-Museum (russisch Республиканский музей академика Б.Г. Гафурова = Museum der Republik des Akademikers B. G. Ghafurow) ist ein Museum in der Stadt Ghafurow im Norden Tadschikistans. Es widmet sich dem Leben und Werk des 1977 verstorbenen tadschikischen Politikers und Wissenschaftlers Bobodschon Ghafurow. Die Sammlung umfasst etwa 10.000 Gegenstände, darunter Dokumente, Fotografien, Printmedien und persönliche Gegenstände Ghafurows. 
Das Museum wurde anlässlich seines 90. Geburtstags im Dezember 1998 eröffnet. Es ist das erste Museum, das von der Regierung der unabhängigen Republik Tadschikistan gegründet wurde.